# サーキット・オブ・ジ・アメリカズ
サーキット・オブ・ジ・アメリカズ（英: Circuit of the Americas ）は、アメリカ合衆国テキサス州トラヴィス郡オースティン近郊にあるサーキット。全長約5.5 km、20のコーナーを有する。略称・通称として"COTA"。
アメリカのレーシングコースで唯一「サーキット」の名を有する。
2012年よりF1アメリカグランプリ、2013年よりFIA 世界耐久選手権（WEC）とFIMロードレース世界選手権（MotoGP）、2021年よりNASCARカップ・シリーズが開催されている。また2019年のみインディカー・シリーズが開催された。

## 概要
アメリカでのF1開催を当初から目的としたサーキットとして2010年半ばに計画が始まった。2010年12月31日に着工し、2011年4月に名称を「サーキット・オブ・ジ・アメリカズ」と決定。同年10月にはプロモーターとサーキット所有者の間で生じた契約問題から建設工事が一時中断し、
F1開催の中止が危ぶまれた。
しかし、2012年9月に完成して「グレード1」承認を受け、同年10月21日にオープニングセレモニーを行い、同年11月16日開催された（決勝日11月18日）。
設計はドイツの建築家・サーキットデザイナーであるヘルマン・ティルケが手がける。これはティルケにとってセパン、バーレーン、上海、イスタンブール、ヤスマリーナ、霊岩、ブッダに続く8つめのF1サーキット新設となる。

## 特徴
コースは反時計回りで、20のコーナーを持つ。最大高低差は41mあり、これはF1サーキットの中ではスパ、鈴鹿に次ぐ3番目の高低差となる。収容観客数は常設シート、仮設シート含めておよそ12万人と推測されている。
コースデザインの最終案は2010年9月1日に発表された。各所に世界各地のサーキットの名物コーナーを模したデザインを採り入れている。
- ターン2・3 - エス・ド・セナ（インテルラゴス）
- ターン4〜6 - マゴッツ - ベケッツ - チャペルの高速S字（シルバーストン）
- ターン12〜14 - スタジアムセクション（ホッケンハイム）
- ターン16〜18 - ターン8（イスタンブール）

ホームストレートからターン1にかけては急勾配の上りとなり、ターン1へのアプローチはブラインドになっている。前半区間は左右の切り返しが連続し、裏ストレートを挟んで、後半区間は回り込む複合コーナーが配置されている。
F1開催を前提に建設されたため、アメリカでは珍しいヨーロッパ式のピットが通常というサーキットである。ただし、ピットエリアが非常に広くなっており、2019年に初開催されたインディカー・シリーズではアメリカ式の臨時ピットウォールをガレージ前に設置してレースが行われた。
最終手前のターン19はランオフエリアが大きく取られているがインディカー開催時にはトラックリミットを不問としたため全ドライバーがコース外をワイドに走行するラインを選択した。
路面のあちこちでバンプ（凸凹）が見られることが度々問題となっており、2019年にはF1開催に備え大規模な再舗装を実施。しかし2021年のロードレース世界選手権（MotoGP）開催時には、複数のライダーがバンプの問題を訴え「安全性が確保されていない」としてレース中止を求める者まで現れた。

ターン12付近のパノラマ写真